# Empis languescens
Empis languescens är en tvåvingeart som beskrevs av Collin 1933. Empis languescens ingår i släktet Empis och familjen dansflugor. Inga underarter finns listade i Catalogue of Life.